# Polnischer Ökumenischer Rat
Der Polnische Ökumenische Rat (polnisch Polska Rada Ekumeniczna) ist ein Zusammenschluss verschiedener christlicher Kirchen in Polen. Ihm gehören altkatholische, evangelische und orthodoxe Kirchen an. Er wurde 1946 gegründet.

## Ziele und Organisation
Ziele der Gemeinschaft, die 1946 gebildet wurde, sind die „geistliche Annäherung“ und die „Pflege der Brüderlichkeit“ in der Beziehung zwischen den Kirchen. Dabei ist der Einsatz für Religionsfreiheit besonders wichtig.
Anders als in der – vergleichbaren – „Arbeitsgemeinschaft Christlicher Kirchen in Deutschland“ ist die römisch-katholische Kirche nicht Mitglied des Polnischen Ökumenischen Rates.
Vorsitzender war bis zu seinem Tod der orthodoxe Bischof von Breslau-Stettin Jeremiasz Anchimiuk.

## Mitglieder

### Mitgliedskirchen
- Polnische Autokephale Orthodoxe Kirche (Polski Autokefaliczny Kościół Prawosławny)
- Evangelisch-Augsburgische Kirche in Polen (Kościół Ewangelicko-Augsburski w RP)
- Evangelisch-Reformierte Kirche in Polen (Kościół Evangelicko-Reformowany w RP)
- Evangelisch-methodistische Kirche in Polen (Kościół Ewangelicko-Metodystyczny w RP)
- Polnisch-Katholische Kirche in Polen (Altkatholisch) (Kościół Polskokatolicki w RP)
- Altkatholische Kirche der Mariaviten in Polen (Kościół Starokatolicki Mariatwitów w RP)
- Christ-Baptistische Kirche in Polen (Kościół Chrześcijan Baptystów w RP)

Die sieben Mitgliedskirchen repräsentieren eine dreiviertel Million Christen.

### Mitgliedsorganisationen
- Gesellschaft Polnischer Katholiken (Społeczne Towarzystwo Polskich Katolików)
- Bibelgesellschaft in Polen (Towarzystwo Biblijne w Polsce)